# Petter Vaagan Moen
Petter Vaagan Moen (født 5. februar 1984 i Hamar, Norge) er en norsk tidligere fodboldspiller (midtbane). Han spillede ni kampe for Norges landshold.
Moen startede karrieren hos HamKam i sin fødeby, og var med til at sikre klubben oprykning fra den næstbedste række til Tippeligaen i 2003. I 2006 skiftede han til Brann, som han vandt mesterskabet med året efter. Han havde også et udlandsophold i England hos Queens Park Rangers, og var med til at sikre klubben oprykning til Premier League i 2011. Han vendte dog hurtigt hjem til Norge igen og sluttede sin karriere hos HamKam i 2019.
Moen debuterede for Norges landshold i en venskabskamp mod Mexico 25. januar 2006. Kampen blev afviklet i San Francisco i USA. Han scorede sit enlige landsholdsmål i et opgør mod Kroatien året efter.

## Titler
Tippeligaen
- 2007 med Brann